# 테레사 사포난젤로
테레사 사포난젤로(Teresa Saponangelo, 1973년 10월 22일 ~ )는 이탈리아의 배우이다.

## 출연 작품
- 신의 손 (2021)
- 스터프 오브 드림스 (2016)
- 사랑하고 싶은 시간 (2010)
- 화이트 앤드 블랙 (2008)
- 게으름의 즐거움 (1988)